# Irwin Keyes
Irwin Keyes, (New York, 16 maart 1952 – Playa del Rey (Californië), 8 juli 2015) was een Amerikaans acteur.
Zijn bekendste rol was die van Wheezy Joe in de filmcomedy Intolerable Cruelty van Coen Brothers. Keyes was ook Joe Rockhead in de film The Flintstones uit 1994 en andere Flintstones-films.
Hij overleed op 63-jarige leeftijd in de zomer van 2015 aan de zeldzame ziekte acromegalie.
Keyes speelde onder meer in de volgende films en televisieseries:
- Dead Kansas (2013)
- Black Dynamite (2009)
- Dahmer Vs. Gacy (2009)
- Glass Houses (2009)
- Doesn't Texas Ever End (2008)
- The Urn (2008)
- CSI: Crime Scene Investigation(1 episode, 2007)
- Dream Slashers (2007)
- Careless (2007)
- DarkPlace (2007)
- Wrestlemaniac (2006)
- Sent (2006)
- Wristcutters: A Love Story (2006)
- Intolerable Cruelty (2003)
- House of 1000 Corpses (2003)
- Legend of the Phantom Rider (2002)
- The Vampire Hunters Club (2001)
- The Flintstones in Viva Rock Vegas (2000)
- The Godson (1998)
- Pure Danger (1996)
- The Power Within (1995)
- Get Smart (1 episode, 1995)
- The Flintstones (1994)
- Oblivion (1994)
- Magic Kid (1993)
- Sam & Max Hit the Road (1993)
- Tales from the Crypt
- On the Air (7 episodes, 1992)
- Motorama (1991)
- Guilty as Charged (1991)
- Mob Boss (1990)
- Growing Pains (1 episode, 1989)
- Married... with Children (1 episode, 1987)
- Exterminator 2 (1984)
- Zapped! (1982)
- Police Squad (1982)
- The Jeffersons (1981)
- The Private Eyes (1981)
- Friday the 13th (1980)
- The Exterminator (1980)
- The Prize Fighter (1979)
- The Warriors (1979)

- Bibliothèque nationale de France: cb14193232n (data)
- International Standard Name Identifier: 0000 0004 5123 4093
- Virtual International Authority File: 316874918